# Carmela Baffioni
Carmela Baffioni (* 29. Dezember 1951) ist eine italienische Philosophiehistorikerin, Arabistin und Islamwissenschaftlerin.

## Leben
Baffioni hat Philosophie, Arabistik, persische Sprache und Literatur sowie Islamwissenschaft an der Università degli Studi di Roma studiert und zudem Diplome in Archivistik und griechischer Paläographie an der Scuola Vaticana di Paleografia, Diplomatica e Archivistica erworben. Sie ist nunmehr Professorin für die Geschichte der islamischen Philosophie im Dipartimento di Studi e Ricerche su Africa e Paesi Arabi der Universität Neapel L’Orientale. 
Ihre Forschungsschwerpunkte sind die Rezeption der griechischen Philosophie (Atomismus, Kosmologie, Logik, Aristoteles und dessen Meteorologie) in der islamischen Geisteswelt (insbesondere bei Averroes) und die Iḫwān aṣ-ṣafāʾ („Brüder der Reinheit“). Derzeit arbeitet sie vor allem zu ismailitischen Autoren wie as-Siǧistānī und al-Kirmānī, um das Verhältnis der Iḫwān aṣ-ṣafāʾ zur ismailitischen Philosophie besser zu bestimmen.
Baffioni wurde 2008 mit der Aufnahme in die Academia Europaea geehrt. Sie ist Mitglied der Accademia dei Lincei.

## Schriften
- Epistles of the Brethren of Purity. On Logic. An Arabic Critical Edition and English Translation of Epistles 10–14. Edited and translated by Carmela Baffioni. Oxford University Press, Oxford 2010. Rezension von Peter Adamson in: Journal of Islamic Studies 2011, online.
- (Hrsg.): Averroes and the Aristotelian heritage. Guida Editori, Neapel 2004.
- Filosofia e religione in Islam. Nuova Italia Scientifica, 1997.
- I grandi pensatori dell'Islam. Edizioni Lavoro, Rom 1996.
- Storia della filosofia islamica. Mondadori, Mailand 1991.
- Sulle tracce di sofia. Tre «Divini» nella Grecia classica. Bibliopolis, Neapel 1990.
- Atomismo e antiatomismo nel pensiero islamico. Seminario di Studi Asiatici, Napoli, I.U.O. 1982.
- Il IV libro dei ‘Meteorologica’ di Aristotele. Bibliopolis, Neapel 1981.
- La tradizione araba del IV libro dei ‘Meteorologica’ di Aristotele. In: Annali dell’Istituto Universitario Orientale di Napoli 40, 1980, suppl. n. 23, Ss.1-104.